# New Yekepa
New Yekepa är en ort i Liberia.   Den ligger i regionen Nimba County, i den nordöstra delen av landet, 290 km nordost om huvudstaden Monrovia. New Yekepa ligger 510 meter över havet och antalet invånare är 24 695.
Terrängen runt New Yekepa är kuperad söderut, men norrut är den platt. Runt New Yekepa är det ganska tätbefolkat, med 70 invånare per kvadratkilometer. Det finns inga andra samhällen i närheten. I omgivningarna runt New Yekepa växer i huvudsak städsegrön lövskog.